# Sint Jansklooster
Sint Jansklooster (Nedersaksisch: ′t Klooster) is een dorp in de Kop van Overijssel, gelegen in de Nederlandse provincie Overijssel. Het ligt tussen Vollenhove en Meppel. Sint Jansklooster is genoemd naar het convent op de Sint Janskamp, een klooster dat in 1399 werd gesticht door de blinde Johannes van Ommen. Het Sint Jansklooster werd in 1581 verwoest tijdens de Tachtigjarige Oorlog.
Het dorp met de omliggende gebieden wordt Ambt Vollenhove genoemd en ligt in het Land Vollenhove. Sinds 1 januari 2001 behoort het tot de gemeente Steenwijkerland. Sint Jansklooster telt op 1 januari 2023 zo'n 2.520 inwoners. De bekendste voormalige inwoner van het dorp is ongetwijfeld Evert van Benthem, tweevoudig winnaar van de Elfstedentocht. In het dorp staat een stellingmolen uit 1857, de Monnikenmolen en een tjaskermolen, De Foeke.
Andere streken van Land Vollenhove zijn Barsbeek, Heetveld, Leeuwte, Moespot, Kadoelen, De Krieger.

## Toerisme/ bezienswaardigheden

### Bezoekerscentrum De Wieden
Net buiten Sint Jansklooster, in de buurtschap de Leeuwte ligt het Bezoekerscentrum De Wieden van de Vereniging Natuurmonumenten. Hier zijn twee wandelroutes: Het vlonderpad (1 km) en het Laarzenpad (3 km). In de laatste wandelroute zitten 4 trekpontjes.

### Bloemencorso
Het dorp is bekend door het bloemencorso, dat daar elk jaar op de derde vrijdag van augustus gehouden wordt. De plaatselijke bewoners zijn maanden van tevoren met de voorbereidingen bezig. Voor de versiering van de praalwagens worden hoofdzakelijk dahlia's gebruikt. Het aantal dahlia's varieert van 120.000 tot 500.000 stuks per corsowagen. Het corso trekt op de 3e vrijdag van augustus door Sint Jansklooster. De wagens trekken tweemaal in de middag en eveneens tweemaal in de avond langs een parcours door het dorp. Het bloemencorso telt sinds 2022 weer 14 creaties. De onderwerpen van de corsowagens worden ondersteund en verder uitgebeeld door gebruik te maken van figuranten. In de avondrondgang zijn alle corsowagens verlicht.

### Kloostermarkt

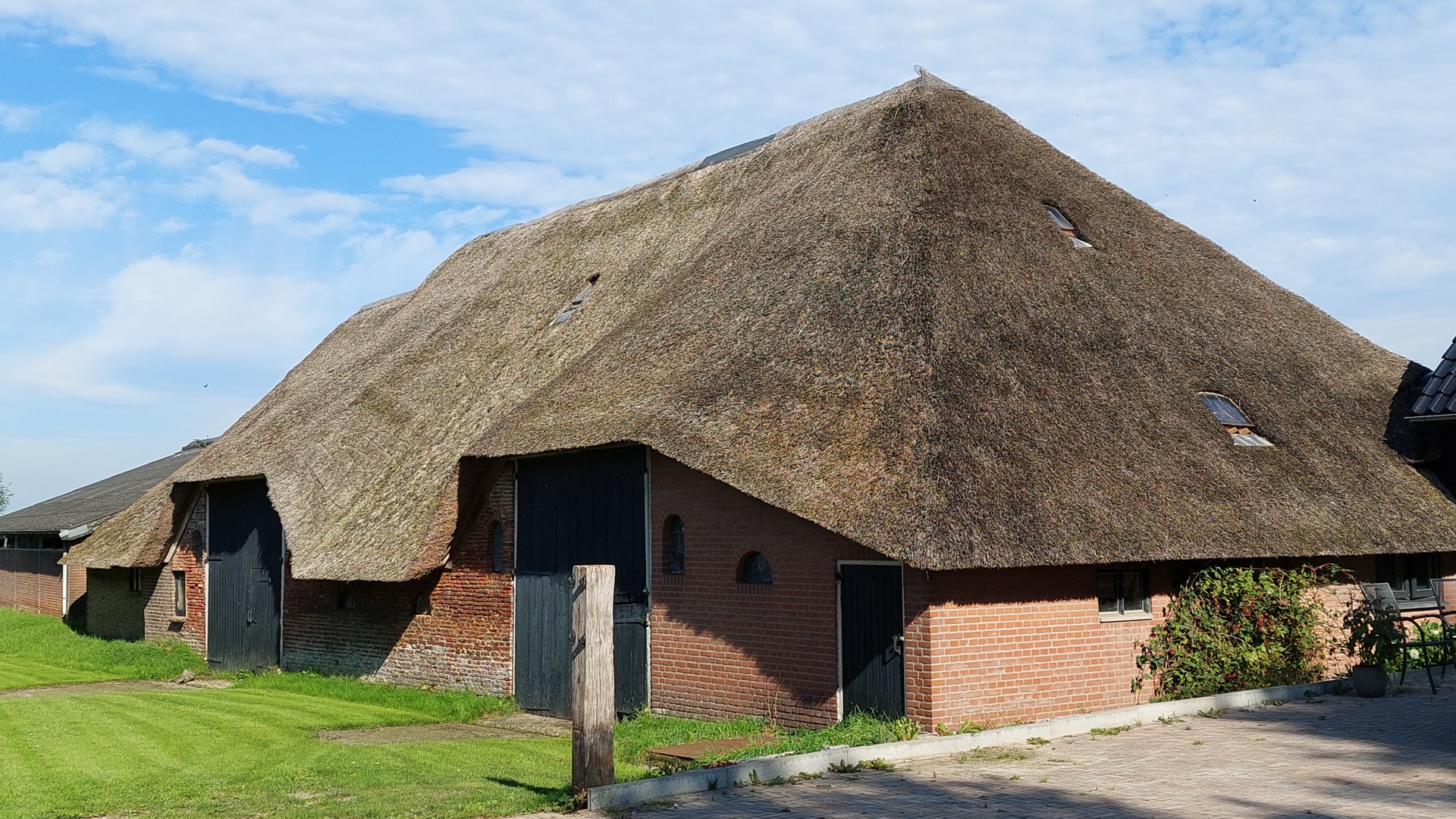
Erve De Linde, Sint Jansklooster

Elk jaar wordt op Koningsdag in Sint Jansklooster de Kloostermarkt gehouden. Tijdens deze combinatie van jaarmarkt en vrijmarkt bieden kooplieden en particulieren hun waren aan. De Kloostermarkt gaat vergezeld van diverse vormen van vermaak zoals een kermis, horeca activiteiten en (muzikale) optredens. De Kloostermarkt trekt jaarlijks duizenden bezoekers. In de Koningsnacht (nacht voorafgaande aan Koningsdag) wordt in het dorp een lawaaioptocht gehouden in een stijl, vergelijkbaar met een luilak viering  in andere streken in Nederland. In Sint Jansklooster heeft dit evenement de vorm van een nachtelijke scooter-race over een bepaald parcours in het dorp. Daarbij is bij de meeste scooters/ brommers de geluiddemper verwijderd.

### Monnikenmolen

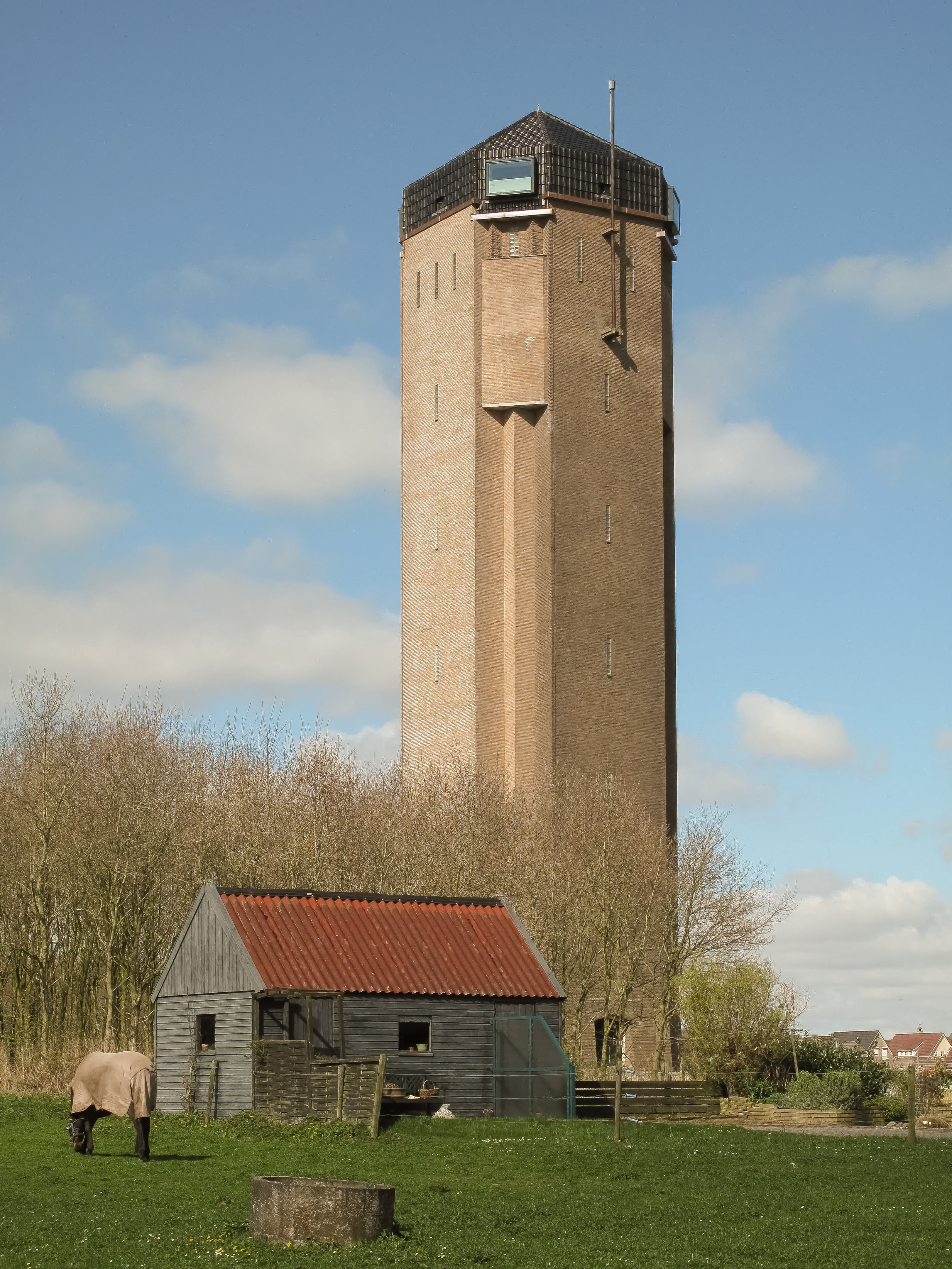
Sint Jansklooster, de watertoren

Op de hoek van de Molenstraat met de Bergkampen staat de Monnikenmolen. Deze stellingmolen uit 1857 is geheel gerenoveerd, en is open voor bezoekers. Bij de molen is tevens een kleine uitspanning waar men onder meer koffie, thee en pannenkoeken kan nuttigen. De Monnikenmolen is met ingang van 1 januari 2012 een instructiemolen, wat wil zeggen dat de molenaar op zijn beurt les mag geven aan aspirant molenaars.

### Watertoren
Kenmerkend voor het beeld van het dorp is de watertoren. De toren uit 1932 is niet langer als watertoren in gebruik door waterleidingbedrijf Vitens. Vanaf 2012 is de toren verbouwd tot uitkijktoren in combinatie met een bezoekerscentrum voor de Vereniging Natuurmonumenten. Sinds de opening in 2014 kan de bezoeker met een trap van 207 treden naar een 46 meter hoge ruimte in de top. Vanaf het hoogste punt kan uitgekeken worden over De Wieden. Bezoekers worden er geïnformeerd over de natuur. De voormalige watertoren is voornamelijk op zaterdagen tegen betaling open voor het publiek.

## Kerkelijk leven
Het dorp kent vier kerkgebouwen.
- Christelijke Gereformeerde Kerk (Molenstraat)
- Gereformeerde Kerk, behorende bij de Protestantse Kerk in Nederland (Leeuwte)
- Nederlandse Gereformeerde Kerk (Kadoelen)
- Hervormde Kapel (in gebruik genomen in 1909), behorende bij de Hervormde gemeente Vollenhove binnen de Protestantse Kerk in Nederland. Op 8 mei 2009 werd vanwege het 100-jarig bestaan onder het orgel de tekst onthuld: "Het is beter bij de Here te schuilen - Psalm 118 vers 8a". Op 14 mei 2011 plaatste ds. J. Holtslag de haan op de daags tevoren opgeleverde toren van de kapel

## Onderwijsinstellingen
Het dorp kent twee basisscholen.
- Eben-Haëzer (Nederlands gereformeerd)
- Kindcentrum De Wiedewereld (protestants)

In 2019 zijn de scholen De Opstap en de Wiedekieker samen met peuterspeelzaal De Mannegies, gefuseerd tot Kindcentrum De Wiedewereld.
Het dorp beschikt niet (meer) over instellingen voor voortgezet onderwijs.

## Sport
Op het sportcomplex "de Monnikenmolen" is de Sportvereniging VHK gevestigd. De naam VHK is afgeleid van VlugHeid en Kracht. Bij de oprichting in 1954 was het de bedoeling om de vereniging de naam VeK mee te geven, maar deze naam bestond al. Om toch de woorden Vlugheid en Kracht te behouden werd het VHK. Van de voorheen meerdere sporten bij de vereniging rest nu alleen nog de voetbalvereniging. Deze telt meer dan 250 leden.
In de zomer van 2009 werd hier het eerste kunstgrasveld aangelegd van Steenwijkerland.

## Muziek
Het dorp kent een christelijke muziekvereniging genaamd Soli Deo Gloria, met momenteel Wilfred Grootenhuis als dirigent.

## Bekende"kloosterlingen"
- Evert van Benthem (1958), schaatser (tweevoudig Elfstedentocht winnaar)